# Ronny Santos
Ronny Santos  (Pichincha, Manabí, Ecuador, 4 de julio de 1995) es un futbolista ecuatoriano que juega de defensa.

## Trayectoria
Ronny Santos jugó en las divisiones menores del Manta FC.
Debutó contra el Independiente José Terán donde el Manta ganó este encuentro. En las últimas fechas del 2014 el Manta FC a base de los malos resultados se vio obligado a pelear el descenso donde luchó hasta la última fecha para quedarse en Primera pero desafortunadamente no lo logró y descendió en la última fecha del Campeonato Ecuatoriano de Fútbol.
EL 18 de enero del 2015 el Independiente Medellín hace oficial la compra del jugador por US500.000 como una futura inversión para su equipo, lo deja a préstamo al Manta FC hasta junio de 2015 cuando tendrá que regresar al equipo dueño de sus derechos. En junio, el DIM informa que realizará préstamo del jugador al América de Cali. En el mercado de pases Jaguares de Córdoba de la Categoría Primera A, lo fichó

## Selección nacional

### Categorías inferiores

#### Participaciones en Sudamericanos
| Campeonato                  | Sede    | Resultado    | Partidos | Goles |
| --------------------------- | ------- | ------------ | -------- | ----- |
| Sudamericano Sub-20 de 2015 | Uruguay | Primera fase | 2        | 0     |

## Clubes
| Club                | País     | Año         | Partidos | Goles |
| ------------------- | -------- | ----------- | -------- | ----- |
| Manta F.C.          | Ecuador  | 2013 - 2014 | 45       | 2     |
| Jaguares de Córdoba | Colombia | 2015        | 0        | 0     |
| El Nacional         | Ecuador  | 2016        | 0        | 0     |
| Atlético            | Colombia | 2017 - 2018 | 27       | 0     |